# Cora dorada
Cora dorada är en trollsländeart som beskrevs av Bick 1991. Cora dorada ingår i släktet Cora och familjen Polythoridae. IUCN kategoriserar arten globalt som otillräckligt studerad. Inga underarter finns listade i Catalogue of Life.